# Ablerus diana
Ablerus diana är en stekelart som beskrevs av Girault 1920. Ablerus diana ingår i släktet Ablerus och familjen växtlussteklar. Inga underarter finns listade i Catalogue of Life.